# Ford 1957
El Ford 1957 es un modelo de automóvil que fue fabricado por la Ford Motor Company en Estados Unidos en el año 1957.

## Historia
Esta línea de automóviles Ford creció en el año 1957 y se mantuvo hasta el año 1959, era un modelo realizado sobre un nuevo chasis, que dejaba al conductor muy cerca del suelo, se llamaban Fairlane, Fairlane 500 y Fairlane 500 Skyliner (modelo con techo rígido retraible) . La potencia del motor Ford V8 se llevó a 245 Hp. y con turbo alimentación algunos modelos llegaban a desarrollar los 270 Hp., los motores estándar se situaban en los 224 Hp., los motores V8 salían en distintas versiones, había de 4,5 litros., 4,8 , 5.1 , 5,4 y 5,8 litros respectivamente, las cajas de cambios salían en modelo manual y automáticos
Un Ford Custom 300 fordor de 1957 apareció en la película Psicosis de 1960 cuando es comprado por el personaje Marion Crane, interpretada por Janet Leigh.

### Años 1958 y 1959
Las mejoras introducidas en el año 1958 estaban dadas en aspectos exteriores, cambiando los frentes de los modelos y los faros que ahora eran dobles. En el año 1959 se le da un nuevo nombre al modelo de Fairlane 500 por el de Galaxie, este modelo era más largo que el Fairlane y la distancia entre ejes era de 2.997 milímetros.

## Galería de imágenes

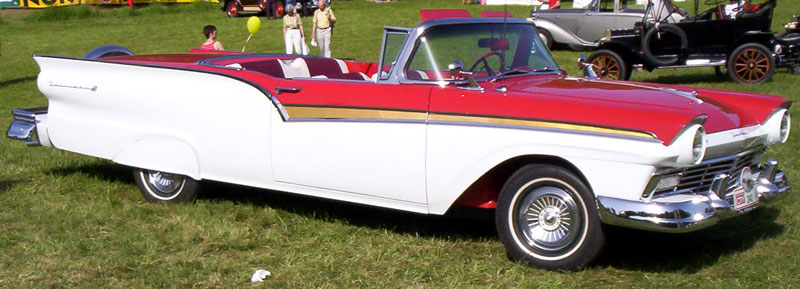
Ford 1957 Skyliner
Ford 1957 V8 4 puertas
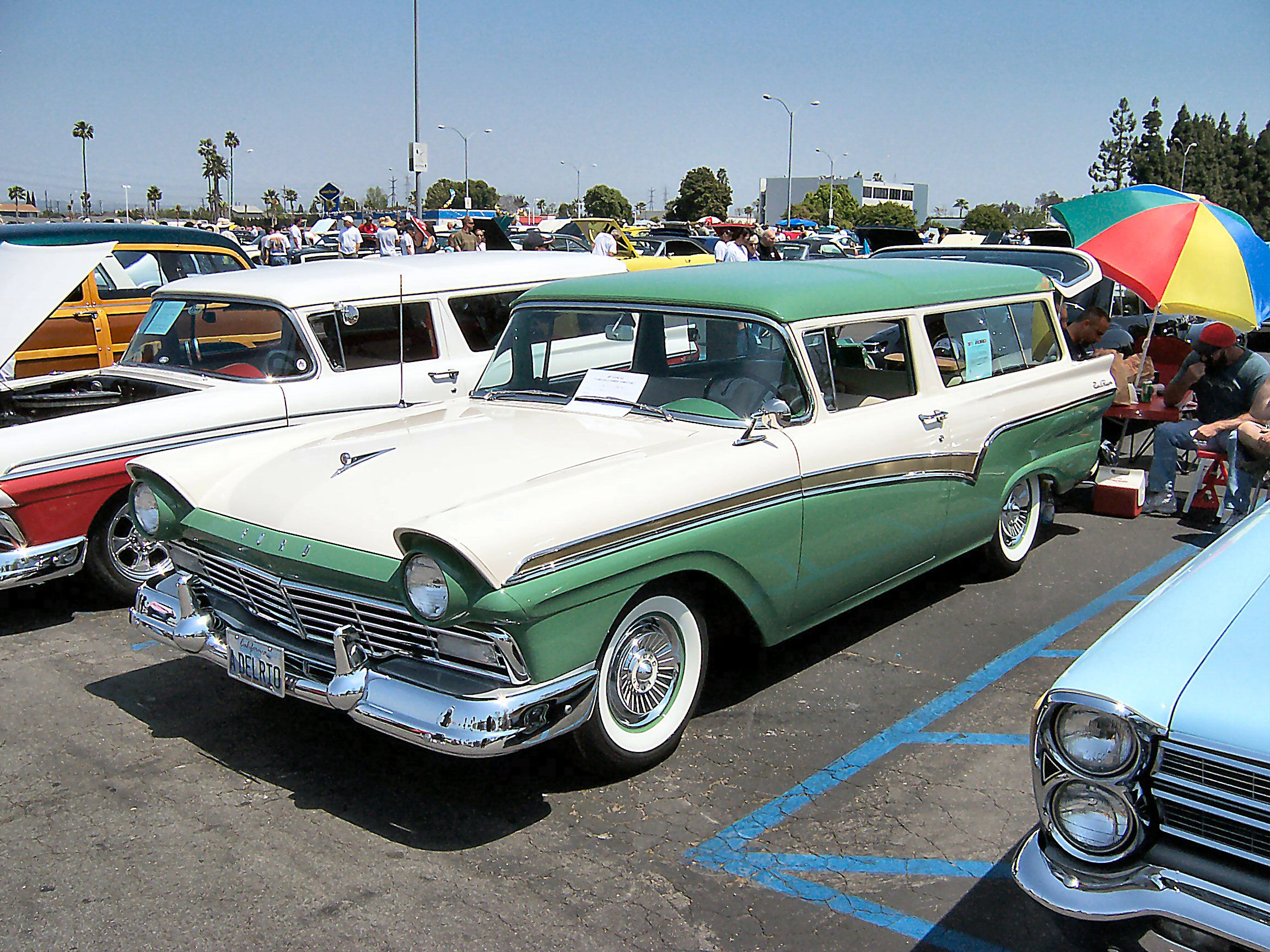
Ford 1957 Station Wagon 2 puerta
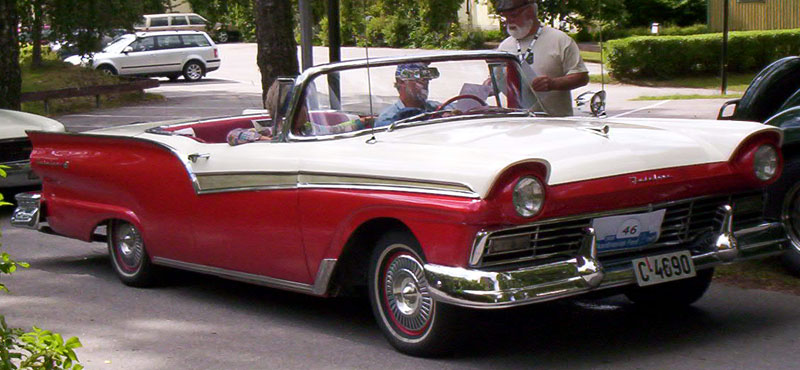
Ford 1957 Convertible
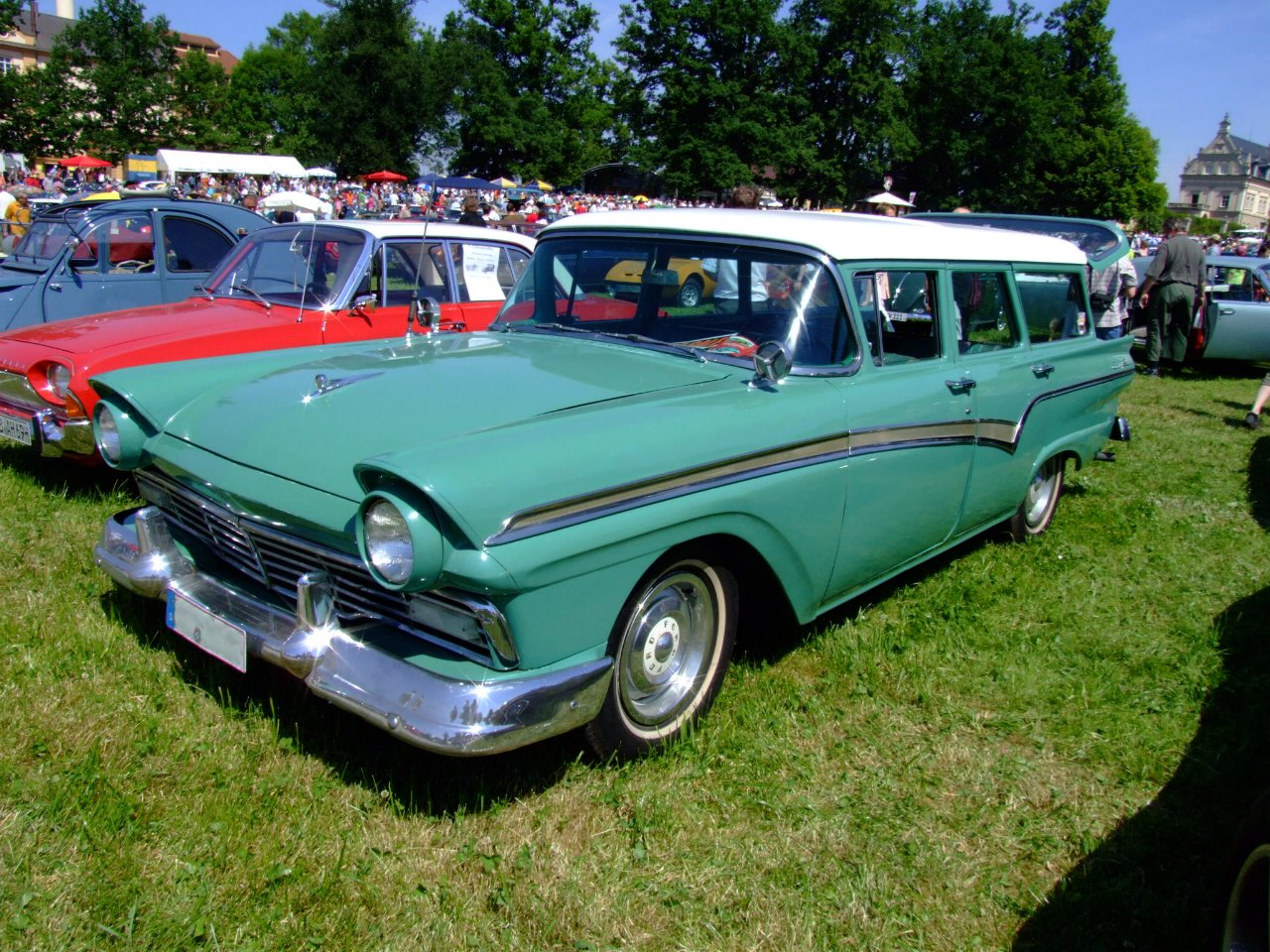
Ford 1957 Station Wagon de 4 puertas
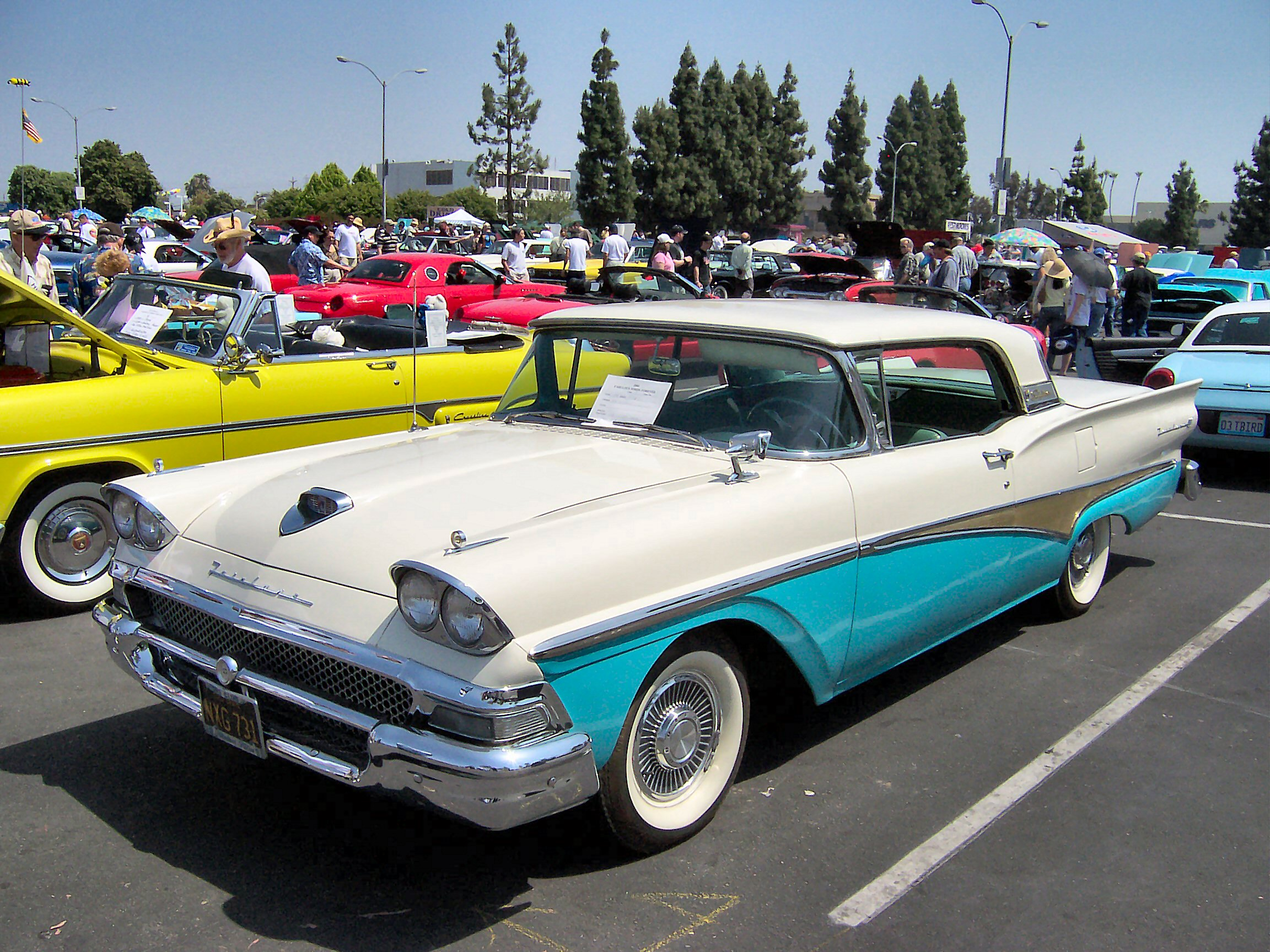
Ford Fairlane 1958
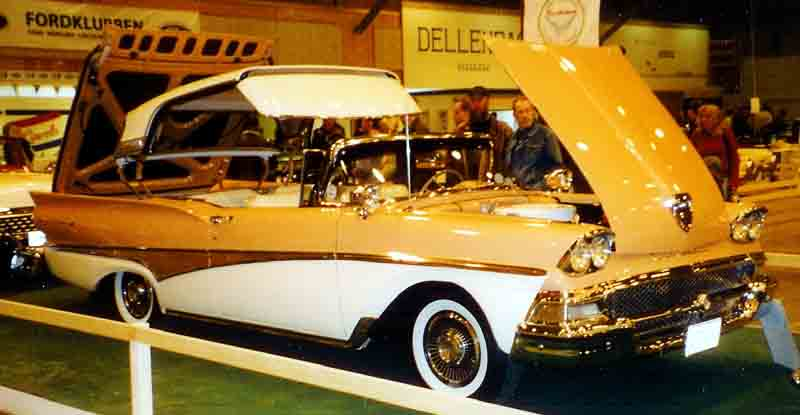
Ford 1958 Skyliner con el sistema expuesto
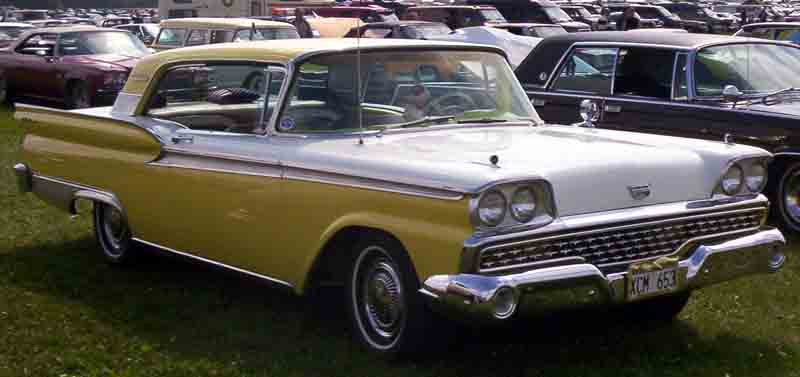
Ford Galaxie 1959